# Ladislav Lochman
Ladislav Lochman (15. ledna 1898 Horní Třešňovec – 9. dubna 1943 Věznice Plötzensee) byl český odbojář z období druhé světové války popravený nacisty.

## Život
Ladislav Lochman se narodil 15. ledna 1898 v Horním Třešňovci na lanškrounsku v rodině tkalce. V roce 1922 začal navštěvovat večerní tkalcovské kurzy v Ústí nad Orlicí, po jejich absolvování pracoval jako tkadlec ve stejném městě u firmy Jan Hernych a syn. V roce 1925 vypukla v podniku stávka a Ladislav Lochman stál v jejím popředí. Díky tomu byl propuštěn a další práci hledal jen velmi těžko. Věnoval se hudbě, založil Klub citeristů, hudbu i vyučoval, pokoušel se komponovat. Po německé okupaci v březnu 1939 vstoupil do protinacistického odboje, konkrétně se stal členem ÚVODu, kde pracoval jako spojka mezi ním a odbojem komunistickým. Za svou činnost byl 25. července 1941 zatčen gestapem. Postupně prošel vězeními v Pardubicích, Terezíně, Drážďanech, Budyšíně a Berlíně. Dne 26. listopadu 1942 byl v Drážďanech odsouzen k trestu smrti a přestože obdržel milost, byl nakonec 9. dubna 1943 popraven gilotinou v berlínské věznici Plötzensee.

## Posmrtná ocenění
- Po Ladislavu Lochmanovi byla pojmenována ulice v blízkosti centra Ústí nad Orlicí